# Giovanni Casella
Giovanni Casella, anglicizzato in John Casella (Roma, 1848 – ...), è stato un militare statunitense di origine italiana. Divenuto cittadino statunitense per effetto dell'arruolamento nell'esercito statunitense nordista, è noto per aver partecipato alla battaglia del Little Bighorn.

## Biografia
Secondo alcuni ricercatori Giovanni Casella, romano di nascita, militò in Italia nelle ultime fasi del Risorgimento nazionale. Emigrato negli Stati Uniti si impiegò come maniscalco, manovale, minatore e mercante, arruolandosi nel 1872 nell'esercito americano sottoscrivendo una ferma di cinque anni, con il nome di John James. I motivi per cui Casella decise di entrare nell'esercito sono sconosciuti, ma probabilmente furono i motivi comuni a molti immigrati che decisero di intraprendere la stessa carriera: la forte depressione economica che colpì gli Stati Uniti proprio nel 1872-1873, portando il tasso di disoccupazione al 14%. A quei tempi la paga di un soldato semplice era di 13 dollari al mese, pari a 156 dollari l'anno; l'arruolamento nell'esercito garantiva peraltro l'ottenimento della cittadinanza statunitense. Di statura media, capelli castani e occhi grigi, Giovanni Casella fu assegnato al 7º Reggimento Cavalleggeri, Compagnia E, del generale George Armstrong Custer, con il quale prese parte alla fase finale della battaglia del Little Bighorn avvenuta il 25 giugno del 1876.
Giovanni Casella in quella giornata di battaglia riuscì a salvarsi la vita poiché poco prima dell'assalto al campo indiano di Cavallo Pazzo e Toro Seduto, il sergente Riley, su ordine del generale Custer, fu comandato con altri cinque uomini, alla scorta dei carri rifornimenti posti nella retroguardia della colonna d'attacco. Il cavalleggero Casella giunse pertanto al Little Bighorn aggregato alla Compagnia B del 3º Gruppo Squadroni del maggiore Reno, nella quale militava anche un altro italiano, Agostino Luigi Devoto. Casella e Devoto furono tra la dozzina e più di italiani che parteciparono alla battaglia del Little Bighorn. Nella formazione di Custer si contavano il nobile bellunese Carlo Di Rudio, il campano Giovanni Martini, trombettiere, il napoletano Francesco Lombardi, il torinese Felice Vinatieri, direttore della banda musicale del reggimento, e ancora Alessandro Stella, Giuseppe Tulo, Francesco Lambertini e forse altri di cui si è oggi persa memoria. Dopo il congedo avvenuto nel 1877 a Fort Abraham Lincoln, situato nei pressi di Mandan, col grado di caporale, di Giovanni Casella non si hanno più notizie.